# Svépravice
Svépravice (deutsch Siprawetz) ist eine Gemeinde in Tschechien. Sie liegt sieben Kilometer nördlich von Pelhřimov und gehört zum Okres Pelhřimov.

## Geographie
Svépravice befindet sich linksseitig über dem Tal der Hejlovka in der Böhmisch-Mährischen Höhe. Nordöstlich liegt die Talsperre Sedlice, in der sich die Hejlovka mit dem Jankovský potok zur Želivka vereinigt. Gegen Nordwesten befindet sich die Talsperre Trnávka. Im Norden erhebt sich der Strážník (551 m), südwestlich der Stráž (559 m), westlich der Vrchy (547 m) und im Nordwesten die Hůra (526 m).
Nachbarorte sind Mokřiny, Haštal und Kolčavka im Norden, Sedlice im Nordosten, Břečovský Mlýn, Milotice und Vadčice im Osten, Dehtáře, U Šlejferků, Prokopův Mlýn und Kojčice im Südosten, Prasátka und Pobistrýce im Süden, Těchorázek, Těchoraz, Bácovice und Tři Králové im Südwesten, Zmišovice und Popelištná im Westen sowie Brtná im Nordwesten.

## Geschichte
Die erste urkundliche Erwähnung des Dorfes erfolgte im Jahre 1360. Seit 1379 sind in Svépravice Zimmerleute nachweisbar. Der Burgzimmermann Jan besaß zu dieser Zeit drei Freihufen Land. Der Ort wurde bis ins 20. Jahrhundert als Sýpravice bzw. Sejpravice bezeichnet.
Nach der Ablösung der Patrimonialherrschaften bildete Sýpravice ab 1850 eine Gemeinde in der Bezirkshauptmannschaft Pelhřimov. Schulort war bis 1873 Želiv, danach erfolgte in Sýpravice der Unterricht an unterschiedlichen Orten. Das Dorf bestand im Jahre 1900 aus 21 Häusern und hatte 232 tschechische Einwohner. Im Jahre 1912 entstand nach Plänen des Baumeisters Antonín Schreyer aus Pelhřimov ein eigenes Schulgebäude. Zwischen 1921 und 1927 erfolgte am Zusammenfluss von Hejlovka und Jankovský potok der Bau der Talsperre Sedlice. Seit 1923 wird die Gemeinde als Svépravice bezeichnet. In den 1970er Jahren wurde der Unterricht in Svépravice eingestellt. Von 1977 bis 1981 wurde die Talsperre Trnávka erbaut. Zwischen 1980 und 1990 war das Dorf nach Pelhřimov eingemeindet.
Neben der Tradition des Zimmerhandwerks ist Svépravice auch eine Stätte der Blasmusik. Aus dem Dorf stammte der Militärkapellmeister Borovinka-Rychtařík, der hier die Kapelle Sýpraváci, sowie die Pelhřimover Kapellmeister Žemlička und Kotrč.

## Gemeindegliederung

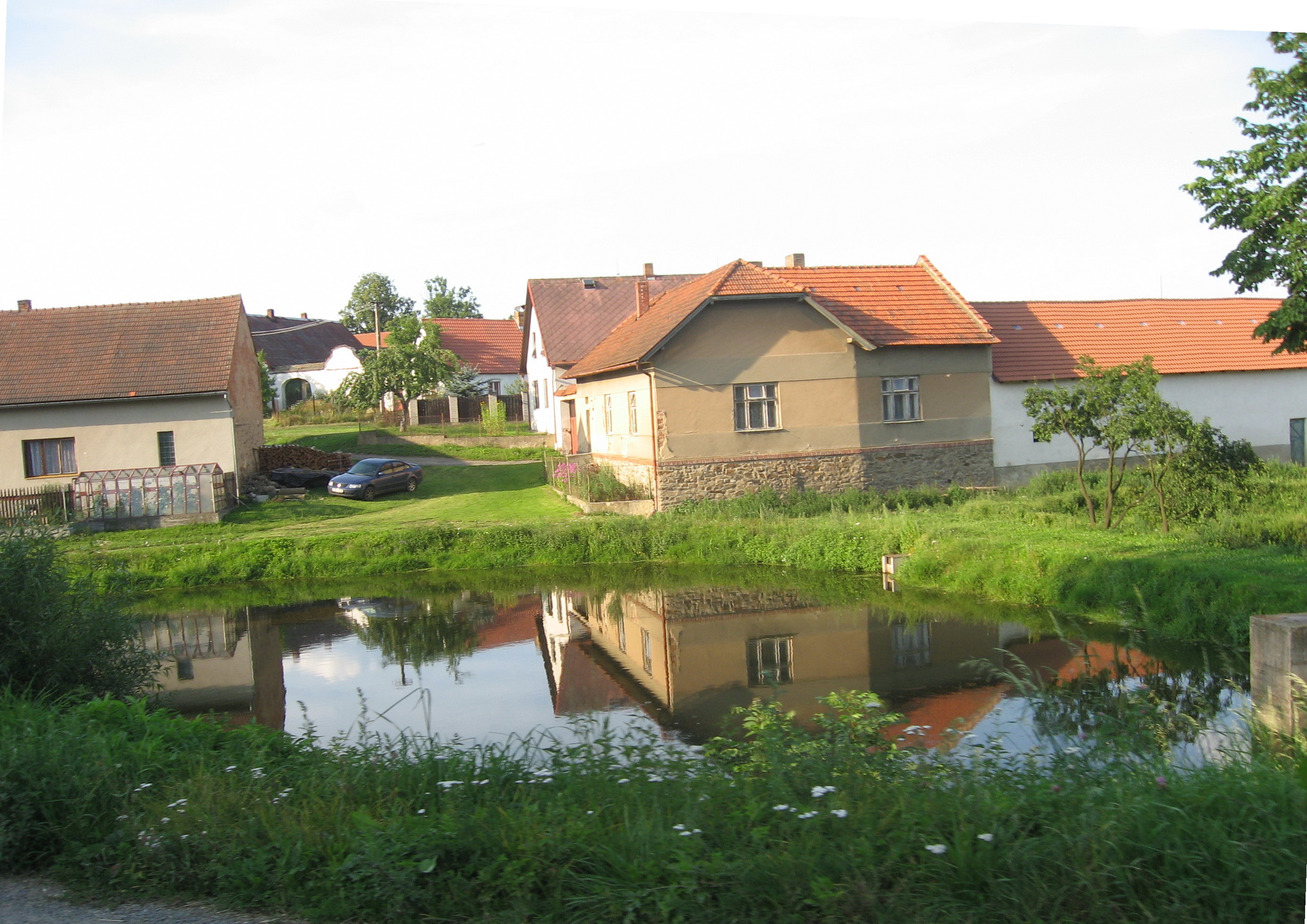
Ortsansicht

Für die Gemeinde Svépravice sind keine Ortsteile ausgewiesen.

## Sehenswürdigkeiten
- Kapelle am Dorfplatz, erbaut 1937 als Ersatz für einen wegen des Straßenbaus abgerissenen Vorgängerbau
- Talsperre Sedlice